# Malá Strana
Malá Strana er navnet på et af Prags ældste kvarterer. Navnet betyder "Lillesiden" og blev oprindeligt brugt som kortform for "Menší město pražské", "Prags lilleby". Navnet er nu om stunder kvarterets officielle navn. Kvarteret ligger på vestsiden af Vltava lige neden for Prags borg.

## Historie
I 1257 blev området neden for borgen samlet som en administrativ enhed under Ottokar 2. af Bøhmen med privilegier som kongeby. Ottokar indbød en række tyskere til byen, og en stor del af disse bosatte sig i Malá Strana. Derfor blev Malá Strana op gennem middelalderen det område af byen, hvor flest etniske tyskere boede. Der fandtes også en række store paladser tilhørende adelen, mens borgerskabet og de bøhmiske tjekker primært boede på østsiden af Vltava. 
Den daværende bys centrum var markedspladsen, der nu kendes som Malostranské náměstí. Karlsbroen blev opført under Karl den Store og forbinder Malá Strana med Stare Mesto på flodens østside. I det 16. århundrede blev bydelen ramt af både storbrand og krigsødelæggelser, men i barokken blomstrede den igen. Blandt de bygninger, der blev opført i den periode, kan nævnes Kostel sv. Mikuláš (Skt. Nikolaj-kirken) på Malostranské náměstí samt Valdštejnský palác (Waldstein-paladset) med dens tilhørende park.

## Karakteristika
Den østlige del af Malá Strana mod Vltava er Kampa, der er en kunstig ø. Allerede i 1489 blev der gravet kanaler rundt om området, der derved blev til en ø. Ideen var at gøre det muligt at drive en række vandmøller. På grund af disse kanaler og huse bygget helt op til kanalerne kaldes denne del også "Prags Venedig".
Området er præget af en række kirker, hvoraf den måske mest kendte er Karmelitská (Maria-sejr-kirken), hvor man finder Prags Jesusbarn, en voksdukke, der gennem århundreder har tiltrukket pilgrimme, der mente, at figuren kunne udvirke mirakler.
Forfatteren Jan Neruda er født i kvarteret, og efter ham er gaden Nerudova opkaldt. Gaden huser en række gamle værtshuse. Desuden findes Petřínská rozhledna (Petřín-tårnet), et tårn hvis lighed med Eiffeltårnet er slående. Tårnet er 60 m højt og placeret på Petřín-højen i kvarterets sydvestlige del. Fra tårnet er der på skyfrie dage fin udsigt over store dele af Prag. Adgangen til Petřín-højen kan fx ske med Petřín Kabelbane eller ad spadserestien, der snor sig op ad bjerget.
Den (vest)tyske ambassade i Prag befinder sig også i kvarteret, og den var i 1989 mål for tusindvis af østtyske flygtninge, der håbede på at få adgang til Vesttyskland i perioden umiddelbart inden Berlinmurens fald.
50°05′17″N 14°24′14″Ø / 50.088055555556°N 14.403888888889°Ø